# 荒川朋花
荒川 朋花（あらかわ　ともか、2000年10月9日 - ）は、茨城県出身の、日本の柔道家である。階級は48kg級。身長151cm。血液型はA型。組み手は左組み。得意技は肩車、巴投、背負投。

## 経歴
柔道は5歳の時につくば中央柔道塾で始めた。谷田部東中学から牛久高校に進むと、3年の時にインターハイの48㎏級で3位、全日本ジュニアでは2位となった。2019年に東京学芸大学へ進学すると、1年の時にアジアオセアニアジュニア選手権で優勝した。3年の時から2年連続で学生体重別で5位になった。4年の時には講道館杯でも5位となった。2023年からミキハウスの所属になった。4月の体重別では伏兵ながら決勝まで進むと、世界ジュニアチャンピオンである東海大学3年の吉岡光にヘッドダイブの反則勝ちを収めて、シニアの全国大会初優勝を飾った。5月のグランプリ・リンツでは3位だった。実業個人選手権では優勝した。

## 戦績
- 2018年 -　インターハイ　3位
- 2018年 -　全日本ジュニア　2位
- 2019年 -　アジアオセアニアジュニア選手権　優勝
- 2021年 -　学生体重別　5位
- 2022年 -　学生体重別　5位
- 2022年 -　講道館杯 5位
- 2023年 -　体重別　優勝
- 2023年 -　グランプリ・リンツ　3位
- 2023年 -　実業個人選手権　優勝

(出典)